# Sibthorpia repens
Sibthorpia repens är en grobladsväxtart som först beskrevs av José Celestino Bruno Mutis och Carl von Linné, och fick sitt nu gällande namn av Carl Ernst Otto Kuntze. Sibthorpia repens ingår i släktet Sibthorpia och familjen grobladsväxter. Inga underarter finns listade i Catalogue of Life.